# Eusko Abendaren Ereserkia
"Eusko Abendaren Ereserkia" é o hino do País Basco. Com letra de Sabino Arana, era usado pelo PNV e só nos anos trinta foi adoptado pelo primeiro Governo Basco.

## Letra
Com a letra da Marcha Real, a letra a letra desse hino não é oficial.
| Em basco (não oficial) | Transcrição AFI | Tradução em espanhol | Adoção para o inglês | Tradução literal para o português |
| Gora ta Gora Euskadi aintza ta aintza bere goiko Jaun Onari. Areitz bat Bizkaian da Zar, sendo, zindo bera ta bere lagia lakua Areitz gainean dogu gurutza deuna beti geure goi buru Abestu gora Euskadi aintza ta aintza bere goiko Jaun Onari | [goɾa ta goɾa eu̯s̺kaði] [ai̯nts̻a ta ai̯nts̻a] [beɾe goi̯ko jau̯n onaɾi] [aɾei̯ts̻ bat bis̻kai̯.an] [s̻aɾ s̺endo s̻indo] [beɾa ta beɾe lagi.a laku.a] [aɾei̯ts̻ gaɲe.an doɣu] [guɾuts̻a deu̯na] [beti geu̯ɾe goi̯ buɾu] [aβes̺tu goɾa eu̯s̺kaði] [ai̯nts̻a ta ai̯nts̻a] [beɾe goi̯ko jau̯n onaɾi] | Arriba y arriba Euskadi gloria y gloria a nuestro Buen Señor. Hay un roble en Vizcaya, Viejo, fuerte y sano, Como el mismo y su ley. Sobre el roble tenemos, la sagrada cruz, en lo más alto siempre Cantemos arriba Euskadi Gloria y Gloria A nuestro Buen Señor. | O Basque Country, above Thou goest, Full of glory Thou art. With Thee, with our Lord Honour’d. An oak tree in Biscay resteth, Firm and fresh it standeth, Just like Thy law it echoeth. We find on the tree Thy cross holy Which always above us sitteth. Sing, O Basque Country, Thou art full of glory. With Thee, with our Lord Honour’d. | Acima e acima Euskadi glória e glória ao nosso Bom Deus. Há um carvalho em Vizcaya, Velho, forte e saudável, Como ele mesmo e sua lei. No carvalho temos, a santa cruz, sempre no topo Vamos cantar acima Euskadi Gloria e Gloria Ao nosso Bom Deus. |